# Balàkino
Balàkino (en rus: Балакино) és un poble de l'óblast de Sverdlovsk, a Rússia, segons el cens del 2010 tenia 4 habitants.